# Mariken van Nieumeghen
Mariken van Nieumeghen, noto anche come Mariken van Nimwegen è un miracle play, scritto da un anonimo fiammingo tra la fine del XV e l'inizio del XVI sec. 
Il testo di Mariken van Nieumeghen è stato portato all'attenzione da un articolo del poeta olandese Prudens Van Duyse del 1840 .  L'edizione più antica conosciuta apparve intorno al 1515 ad opera dello stampatore fiammingo Willem Vorsterman, e se ne conosce un solo esemplare, custodito nella Bayerische Staatsbibliothek di Monaco, in Germania
Si tratta di uno dei primi esempi letterari con un procedimento narrativo che contempla un dramma all'interno di un altro dramma.

## Sinossi dell'opera
L'opera è ambientata in diversi luoghi (Gheldria, Brabante, Fiandre e Stato Pontificio) a metà del XV sec. d.C
Prologo: Durante il periodo in cui il duca Aroldo di Gheldria fu imprigionato dal figlio Adolfo (metà XV sec. d.C), viveva un devoto sacerdote di nome Ghijsbrecht. Con lui abitava la giovane nipote Mariken, la cui madre era morta. Mariken gestiva la casa dello zio con grande cura e onestà.
Episodio I (Venlo)
Heer Ghijsbrecht manda Mariken a Nijmegen per acquistare provviste, consegnandole otto stuivers e suggerendole di passare la notte dalla zia se fosse troppo tardi per tornare. Mariken accetta l'incarico, ma Ghijsbrecht è preoccupato per la sua sicurezza.
Episodio II (Nijmegen)
A Nijmegen, Mariken effettua gli acquisti e decide di pernottare dalla zia perché si è fatto tardi. La zia, però, la accoglie con parole dure, accusandola ingiustamente di comportamenti immorali e insinuando che abbia perso la purezza. Mariken, affranta e confusa, viene cacciata di casa.
Episodio III (Nelle periferie di Nijmegen)
Disperata dopo essere stata cacciata dalla zia, Mariken si rifugia in un fitto cespuglio nei dintorni di Nijmegen, lamentandosi e contemplando il suicidio. In quel momento, il diavolo appare sotto il nome di Moenen. Il diavolo è descritto con un occhio solo, con l’altro tolto da un maestro di negromanzia di Orléans come punizione per il suo tradimento.
Moenen si avvicina a Mariken e le propone un patto: promette di darle potere, conoscenza e ricchezze se lei accetta di seguirlo e servirlo. Mariken, stanca delle sue sofferenze e attratta dalle promesse di Moenen, accetta l’offerta. Tuttavia, quando Moenen le offre un nuovo nome, Emmeken, Mariken insiste di mantenere la lettera "M" come segno della sua devozione alla Vergine Maria, richiamando l’attenzione sulla sua origine divina e religiosa.
Moenen decide di insegnare a Mariken le arti liberali, comprese la grammatica, la dialettica, la retorica, l’aritmetica, la geometria, la musica e l’astronomia, rendendola una delle persone più colte del suo tempo. Tuttavia, Moenen evita di insegnarle la negromanzia, l'arte della magia nera, perché teme che Mariken possa usarla contro di lui. Questo timore riflette la natura traditrice e pericolosa della negromanzia, che richiede una grande abilità e conoscenza per controllare le forze oscure senza essere sopraffatti da esse.
Mariken diventa quindi una figura di grande sapienza e potere grazie all’influenza di Moenen, ma è sempre sotto il suo controllo, incapace di liberarsi da sola dal patto demoniaco. Questo accordo la porta a una vita di lussi e peccati, ma anche di riflessioni e rimorsi, segnando il percorso della sua redenzione finale.
Episodio IV (Nijmegen)
Ghijsbrecht è preoccupato per la prolungata assenza di Mariken. Recatosi dalla sorella, scopre che Mariken non è mai tornata a casa, aumentando la sua angoscia. Ghijsbrecht implora l'aiuto divino e decide di cercarla ovunque.
Episodio V (Nijmegen)
La zia di Mariken è infuriata per la liberazione del duca Arent e giunge a invocare il demonio, arrivando a togliersi la vita. Il diavolo si compiace della sua dannazione, riflettendo su come molte anime vengano condannate per partigianeria e gelosia.
Episodio VI (Anversa)

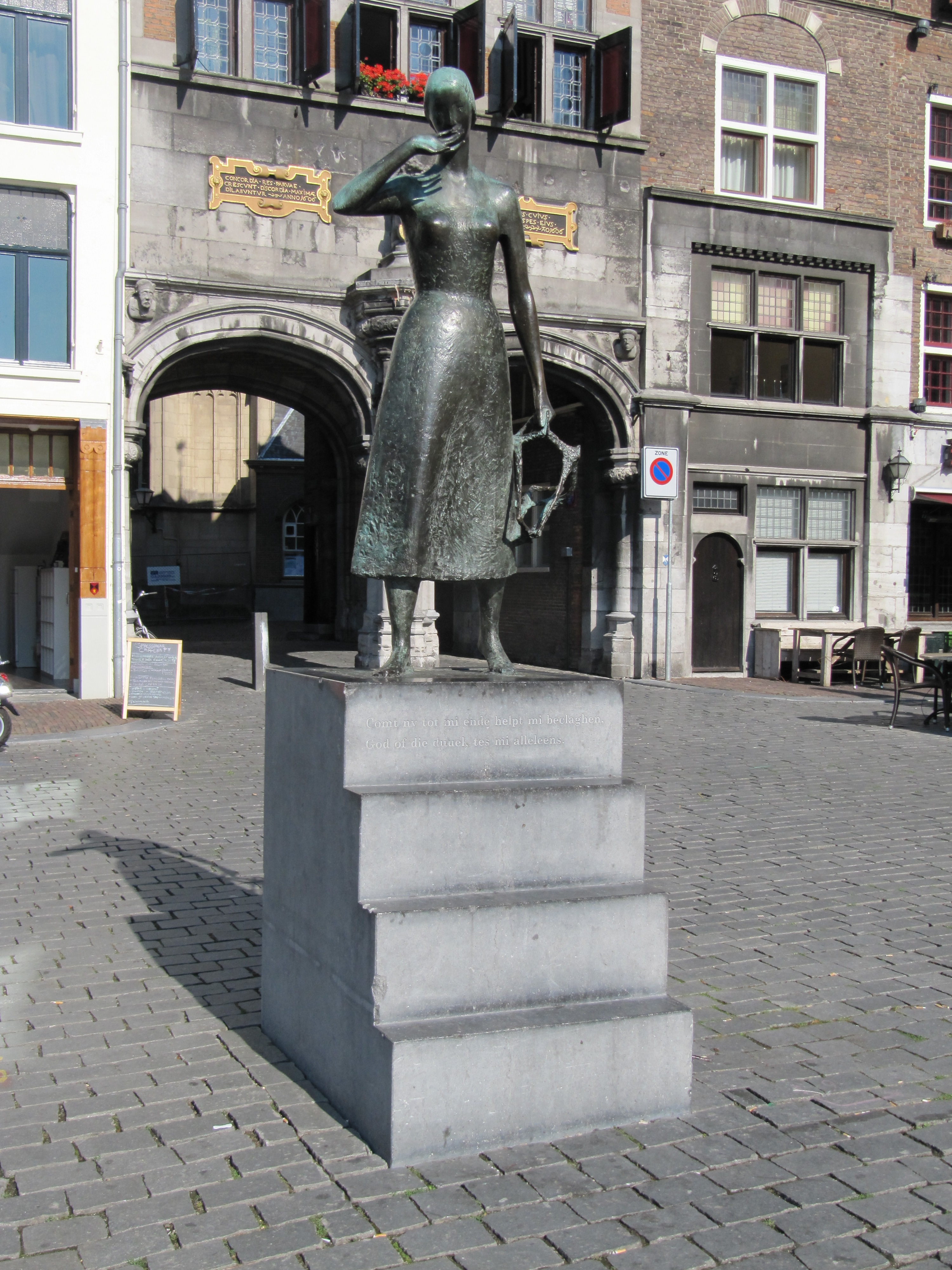
Statua di Mariken van Nieumeghen realizzata da Vera van Hasselt presso il Grote Markt di Nimega."

Emmeken e Moenen si dirigono ad Anversa, vivendo lussuosamente. In una locanda, Emmeken recita una poesia sull'arte della poesia, lamentando la trascuratezza verso le arti. La situazione degenera in una rissa che sfocia in omicidio.
Episodio VII (Anversa)
Emmeken riflette sulla sua vita peccaminosa e sulla mancanza di connessione con Dio. Riconosce l'influenza negativa di Moenen ma sente che è troppo tardi per cambiare. Decide di tornare all'osteria, consapevole che Moenen userà l'occasione per nuovi crimini.
Episodio VIII (Anversa)
Dopo sei anni ad Anversa, Emmeken chiede a Moenen il permesso di visitare i suoi parenti in Gheldria. Moenen acconsente, sebbene con riluttanza.
Episodio IX (Nijmegen)
Emmeken e Moenen arrivano a Nijmegen durante una processione. Emmeken esprime il desiderio di visitare la zia, ma scopre che è morta da tre anni. Nonostante le resistenze di Moenen, Emmeken assiste a una rappresentazione itinerante.
- La rappresentazione itinerante (ned. wagenspel): La storia di Masscheroen

Il wagenspel presenta la storia di Masscheroen, avvocato di Lucifero, che si lamenta della misericordia divina verso gli umani. Dio risponde che la Sua misericordia è per chi si pente sinceramente. Maria intercede dicendo che gli uomini abbiano bisogno di maggiori segni che inducano al pentimento, ma Dio rifiuta, avendo già inviato molti segni che sono stati ignorati. Dio mantiene quindi il suo approccio: chi si pente onestamente prima della morte è salvo
Episodio X (Nijmegen)
Dopo lo spettacolo, Emmeken si pente e respinge Moenen, che la solleva in aria e la getta violentemente a terra. Ghijsbrecht, riconoscendola, la soccorre e, con l'aiuto di preghiere, riesce a scacciare Moenen. Emmeken desidera il perdono divino, ma nessun sacerdote osa assolverla.
Episodio XI (Colonia)
Ghijsbrecht e Emmeken partono per Colonia, accompagnati dal sacramento benedetto. Moenen li segue ma non osa avvicinarsi. Arrivati a Colonia, il vescovo non riesce ad assolvere Emmeken.
Episodio XII (Roma)
Proseguono in pellegrinaggio per Roma, dove Emmeken si confessa al papa. Il papa le assegna una penitenza: indossare tre anelli di ferro fino a che non si consumeranno, segno del perdono divino.
Episodio XIII (Maastricht)
Emmeken e Ghijsbrecht tornano a Maastricht. Emmeken diventa monaca in un convento di penitenti, vivendo una vita devota. Ghijsbrecht la visita ogni anno.
Episodio XIV (Maastricht)
La devozione di Emmeken è premiata da Cristo, che le invia un angelo a liberarla dagli anelli di ferro, segno del perdono divino. Emmeken racconta del sogno in cui viene liberata dalle fiamme dell'inferno e portata in cielo, lodando la misericordia divina.

## Teatro nel teatro: il dramma Masscheroen

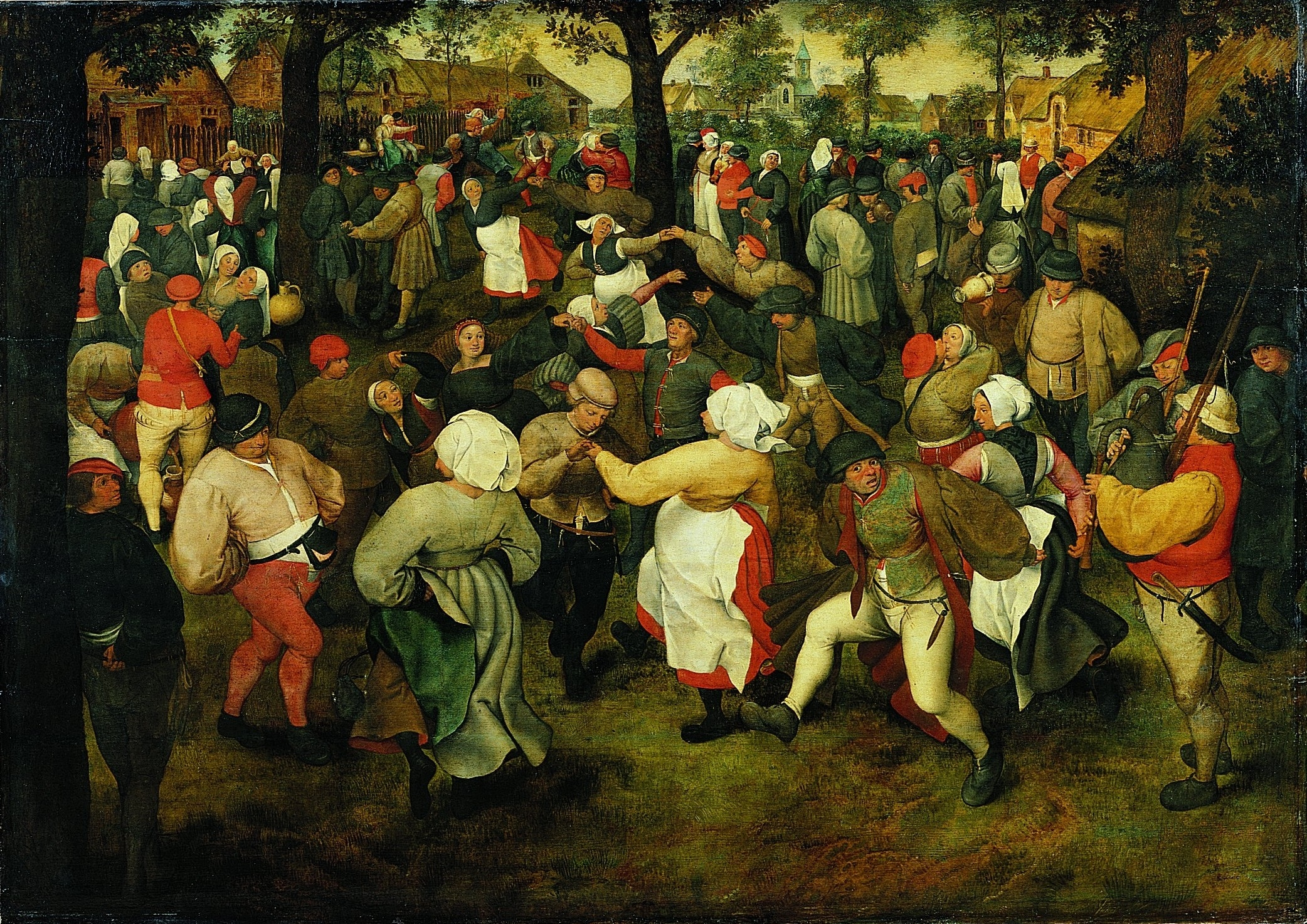
La danza del matrimonio (XVI sec. d.C), Pieter Bruegel il Vecchio, Museo delle Belle Arti, Anversa

Nell'opera "Mariken van Nieumeghen", la rappresentazione del Masscheroen riveste un'importanza cruciale, non solo per la trama principale, ma anche per il suo impatto sul sui personaggi e sugli spettatori. Il Masscheroen è un dramma inserito all'interno dell'opera, che si distingue per il suo ruolo di specchio dei conflitti interiori di Mariken e delle sue profonde questioni spirituali. Questo dramma metateatrale non è solo uno spettacolo all'interno della narrazione, ma funge anche da catalizzatore per la riflessione sui temi del peccato, della redenzione e della giustizia divina. Gli spettatori, insieme ai personaggi dell'opera, sono invitati a confrontarsi con il proprio senso di moralità mentre assistono a un dramma che mette in scena dilemmi universali. La rappresentazione del Masscheroen rinvigorisce il senso della vista, portando gli spettatori a una comprensione più profonda dei conflitti interiori dei personaggi e delle implicazioni morali delle loro scelte. In questo modo, l'opera non solo intrattiene ma educa, utilizzando il teatro all'interno del teatro per esplorare temi eterni che continuano a risuonare nella coscienza umana.

## Nella cultura di massa
- Il film Marika degli inferni si basa su questo testo.